# ステージ101 GO!
『ステージ101 GO!』は、NHK総合テレビジョンの音楽番組『ステージ101』のレギュラー・グループだったヤング101の5枚組のCDボックス・セットである。同番組の放送開始50周年を記念して2021年に発売された。

## 解説
本アルバムには129曲の楽曲と6つのナレーションが収録された。ヤング101もしくはステージ101名義のオリジナル・アルバムとシングル、メンバーのソロ名義のアルバムとシングルから選ばれた音源に加えて、番組終了時のメンバーだったまきのりゆきが番組制作の音声係から受け取って45年間保管していた6 mmの音声テープから選ばれた、43曲の放送音源が含まれている。

## 収録曲
『作詞』の括弧内は日本語詞の作者名を示す。
| #   | タイトル                                          | 作詞       | 作曲       | 編曲       | 歌・出典                                                                          |
| --- | ------------------------------------------------- | ---------- | ---------- | ---------- | --------------------------------------------------------------------------------- |
| 1.  | 「ステージ101 GO ！（オープニングコール）」       |            |            |            | - 泉朱子 - 1972年7月16日放送                                                      |
| 2.  | 「ステージ101テーマソング (オープニングテーマ）」 | 井上頌一   | 中村八大   | 中村八大   | - ヤング101 - 1970年10月10日放送                                                  |
| 3.  | 「涙をこえて」                                    | かぜ耕士   |            | 中村八大   | - シング・アウト - シング・アウト、シングル『涙をこえて』（1969年11月5日）        |
| 4.  | 「夕べの祈り」                                    | 有馬三恵子 | 中村八大   | 山屋清     | - ザ・バーズ、ヤング101 - アルバム『ステージ101』                                 |
| 5.  | 「めぐり逢う日まで」                              | 岩谷時子   | いずみたく | 渋谷毅     | - 泉朱子 - 泉朱子、シングル『気になるわ』（1970年1月15日）                        |
| 6.  | 「涙のしのび逢い」                                | なかにし礼 | 鈴木邦彦   | 山屋清     | - 牧ミユキ、ヤング101 - アルバム『ステージ101』                                   |
| 7.  | 「気になるわ」                                    | 岩谷時子   | いずみたく |            | - 泉朱子 - 泉朱子、シングル『気になるわ』                                         |
| 8.  | 「恋人中心世界」                                  | 小平なほみ | 中村八大   | 山屋清     | - 小林啓子 - 小林啓子、シングル『比叡おろし／恋人中心世界』（1970年5月1日）       |
| 9.  | 「しあわせの限界」                                | 片桐和子   | 佐和田容堂 | 山屋清     | - 串田アキラ - 串田アキラ、シングル『しあわせの限界』（1970年4月5日）             |
| 10. | 「めざめ」                                        | 片桐和子   | 佐和田容堂 | 山屋清     | - 串田アキラ - 串田アキラ、シングル『めざめ』（1970年8月5日）                     |
| 11. | 「駄目ね！」                                      | 駄目な娘   | 中村八大   | 中村八大   | - ザ・チャープス - 1973年4月1日放送                                               |
| 12. | 「風はなにいろ」                                  | 並木六郎   | 三木たかし | 三木たかし | - 若子内悦郎、ヤング101 - アルバム『ステージ101』                                 |
| 13. | 「ハイスクール・ブギ」                            | 阿久悠     | 都倉俊一   | 川口真     | - 水木誠 - 水木誠、シングル『ハイスクール・ブギ』（1970年9月5日）                 |
| 14. | 「のんびり」                                      | マイク真木 | マイク真木 | 和田昭治   | - 塩見大治郎、ザ・バーズ、ヤング101 - アルバム『ニュー・フォークの世界』          |
| 15. | 「脱線列車に乗り込んで」                          | かぜ耕士   | 中村八大   | 中村八大   | - ヤング101 - 1974年3月24日放送                                                   |
| 16. | 「朝が来た」                                      | 太田一郎   | 中村八大   | 山屋清     | - 井口典子、ヤング101 - アルバム『ニュー・フォークの世界』                        |
| 17. | 「愛ある世界」                                    | 山上路夫   | 和田昭治   | 和田昭治   | - 河内広明、ヤング101 - アルバム『ニュー・フォークの世界』                        |
| 18. | 「返事をおくれよ」                                | 忌野清志郎 | 肝沢幅一   | 和田昭治   | - 水木誠、ヤング101 - アルバム『ニュー・フォークの世界』                          |
| 19. | 「若さがあるから」                                | 山上路夫   | 渋谷毅     | 和田昭治   | - 小原初美、ヤング101 - アルバム『ニュー・フォークの世界』                        |
| 20. | 「おやすみなさい」                                | 太田一郎   | 太田一郎   | 山屋清     | - 若子内悦郎、ヤング101 - アルバム『ニュー・フォークの世界』                      |
| 21. | 「故郷を去って行く時」                            | 藤田敏雄   | 藤田敏雄   | 大柿隆     | - 泉朱子 - 泉朱子、シングル『故郷を去っていく時』（1971年7月1日）                 |
| 22. | 「今なら間に合うだろうか」                        | 山川啓介   | 山川啓介   | 和田昭治   | - 石岡ひろし、ヤング101 - アルバム『ステージ101 若い旅』                          |
| 23. | 「ピコの旅」                                      | 樋口康雄   | 樋口康雄   | 川口真     | - シング・アウト - シング・アウト、アルバム『シング・アウトの旅』（1970年7月5日） |
| 24. | 「愛のつばさを」                                  | かぜ耕士   | 中村八大   | 中村八大   | - シング・アウト - シング・アウト、シングル『愛のつばさ』（1970年5月5日）         |
| 25. | 「勇士のふるさと」                                | 寺山修司   | 加藤ヒロシ | 奥村貢     | - 高橋キヨシ、ヤング101 - アルバム『ヤング訪問!!』                                |
| 26. | 「愛のゆくえを知らない」                          | 山上路夫   | 川口真     | 川口真     | - 塩見大治郎 - 塩見大治郎、シングル『愛のゆくえを知らない』（1972年9月21日）      |
| 27. | 「青空のかなしみ」                                | 山上路夫   | 川口真     | 川口真     | - 塩見大治郎 - 塩見大治郎、シングル『青空のかなしみ』（1973年4月1日）             |
| 28. | 「ラストテーマ（エンディングコール）」            |            |            |            | - 泉朱子 - 1972年6月11日放送                                                      |
| 29. | 「ステージ101テーマソング (ラストテーマ）」       | 井上頌一   | 中村八大   | 中村八大   | - ヤング101 - 1970年10月10日放送                                                  |

| #   | タイトル                                       | 作詞         | 作曲           | 編曲       | 歌・出典                                                                                   |
| --- | ---------------------------------------------- | ------------ | -------------- | ---------- | ------------------------------------------------------------------------------------------ |
| 1.  | 「ステージ101テーマ'73 (オープニングテーマ）」 | 岡田富美子   | 若子内悦郎     | 東海林修   | - ヤング101 - 1973年4月22日放送                                                            |
| 2.  | 「若い旅」                                     | 永六輔       | 中村八大       | 中村八大   | - 塩見大治郎 - 塩見大治郎、アルバム『愛のゆくえを知らない／若い旅』（1972年10月21日）      |
| 3.  | 「これからの人生は？」                         |              |                |            | - 石岡ひろし、ヤング101 - アルバム『ヤング訪問!!』                                         |
| 4.  | 「人生すばらしきドラマ」                       | 山川啓介     | 和田昭治       | 和田昭治   | - ヤング101 - アルバム『ヤング訪問!!』                                                     |
| 5.  | 「にくい太陽」                                 | 増永直子     | 東海林修       | 東海林修   | - ワカとヒロ、ヤング101 - アルバム『赤い屋根の家』                                         |
| 6.  | 「怪獣のバラード The Ballad Of Magic Dragon」  | 岡田富美子   | 東海林修       | 東海林修   | - ヤング101 - シングル『怪獣のバラード』（1972年7月25日）                                  |
| 7.  | 「港祭りの町」                                 | 山上路夫     | かまやつひろし | 東海林修   | - 相沢忠彦 - アルバム『愛の限界』                                                          |
| 8.  | 「愛の限界」                                   | 岡田富美子   | 東海林修       | 東海林修   | - 藤島新 - アルバム『愛の限界』                                                            |
| 9.  | 「僕が五年前に考えたこと」                     | 及川恒平     | 東海林修       | 東海林修   | - 田中星児、まきのりゆき - アルバム『ぼくら青春の日々』                                    |
| 10. | 「ジャングルジム」                             | 及川恒平     | 東海林修       | 東海林修   | - ヤング101 - アルバム『ぼくら青春の日々』                                                 |
| 11. | 「心、心よ」                                   | 及川恒平     | 東海林修       | 東海林修   | - 山崎功、ヤング101 - 1973年4月15日放送                                                    |
| 12. | 「荷馬車にゆられて」                           | 山上路夫     | 東海林修       | 東海林修   | - 西玲子 - 西玲子、シングル『荷馬車にゆられて』（1973年7月5日）                            |
| 13. | 「君のコスモス」                               | 岩谷時子     | 宮川泰         | 宮川泰     | - 塩見大治郎、湖東美歌、山崎功、広美和子、工藤たけし、ヤング101 - アルバム『ヤング集合!!』 |
| 14. | 「D-51」                                       | 平山賢文     | 平山賢文       | 田中星児   | - 田中星児、まきのりゆき - 田中星児、まきのりゆき、シングル『D-51』（1973年8月25日）       |
| 15. | 「恋人よ飛んでおいでよ」                       | 増永直子     | 斎藤明彦       | 東海林修   | - ヤング101 - シングル『恋人よ飛んでおいでよ』（1973年4月1日）                             |
| 16. | 「愛のかがやき」                               | 北山修       | 加藤和彦       | 青木望     | - 長沢澄子 - 長沢澄子、シングル『愛のかがやき』（1971年1月25日）                           |
| 17. | 「明日のために」                               | 万里村ゆき子 | むとうだいすけ | 葵まさひこ | - 長沢澄子 - 長沢澄子、シングル『明日のために』（1971年6月25日）                           |
| 18. | 「言わないで」                                 | 長沢澄       | 馬飼野康二     | 馬飼野康二 | - 長沢澄子 - 長沢澄子、シングル『言わないで』（1972年9月25日）                             |
| 19. | 「僕の暮し」                                   | 及川恒平     | 東海林修       | 東海林修   | - 井上稔、工藤たけし - アルバム『ぼくら青春の日々』                                        |
| 20. | 「イニシャルを刻め！」                         | 及川恒平     | 東海林修       | 東海林修   | - 塩見大治郎、ヤング101 - アルバム『ぼくら青春の日々』                                     |
| 21. | 「夕暮」                                       | 高田 渡      | 東海林修       | 東海林修   | - まきのりゆき、ヤング101 - アルバム『ぼくら心のふるさと』                                 |
| 22. | 「僕の生れた村」                               | 西岡恭蔵     | 東海林修       | 東海林修   | - 塩見大治郎、ヤング101 - アルバム『ぼくら心のふるさと』                                   |
| 23. | 「空と海がとけあうとき」                       | 松本隆       | 東海林修       | 東海林修   | - ヤング101 - アルバム『ぼくら心のふるさと』                                               |
| 24. | 「出発の歌」                                   | 及川恒平     | 小室等         | 木田高介   | - 上條恒彦＋六文銭 - 上條恒彦＋六文銭、シングル『出発の歌』（1971年12月1日）               |
| 25. | 「涙をこえて」                                 | かぜ耕士     | 中村八大       | 山屋清     | - ヤング101 - アルバム『ステージ101』                                                      |
| 26. | 「ステージ101テーマ'73 (ラストテーマ）」       | 岡田富美子   | 若子内悦郎     | 東海林修   | - ヤング101 - 1973年4月22日放送                                                            |

| #   | タイトル | 作詞                                                                | 作曲                                                      | 編曲       | 歌・出典                                                                                 |
| --- | --- | ------------------------------------------------------------------- | --------------------------------------------------------- | ---------- | ---------------------------------------------------------------------------------------- |
| 1.  | 「スタジオ、さあ本番だ!!」 |                                                                     |                                                           |            | - ヤング101 - アルバム『ヤング訪問!!』                                                   |
| 2.  | 「ステージ101テーマソング」 | 井上頌一                                                            | 中村八大                                                  | 東海林修   | - ヤング101 - アルバム『赤い屋根の家』                                                   |
| 3.  | 「ビューティフル・サンデー Beautiful Sunday」                                                                                                  | Daniel Boone、Rod McQeen〈東海林修）                                | Daniel Boone、Rod McQeen                                  | 東海林修   | - ヤング101 - アルバム『愛の限界』                                                       |
| 4.  | 「ワイト・イズ・ワイト Wight Is Wight」 | Michel Delpech（山上路夫）                                          | Roland Vincent                                            | 樋口康雄   | - 若子内悦郎、河内広明、ヤング101 - アルバム『若い旅』                                   |
| 5.  | 「愛するハーモニー I'd Like To Teach The World To Sing」                                                                                       | William Backer、Roger Cook、Roquel Davis、Roger Greenaway〈長恭子） | William Backer、Roger Cook、Roquel Davis、Roger Greenaway | 葵まさひこ | - ヤング101 - シングル『愛するハーモニー』（1972年4月21日）                              |
| 6.  | 「マミー・ブルー Mamy Blue」 | Hubert Giraud〈長恭子）                                             | Hubert Giraud                                             | 和田昭治   | - 河内広明、ヤング101 - アルバム『ヤング訪問!!』                                         |
| 7.  | 「スイート・キャロライン Sweet Caroline」 | Neil Diamond（片桐和子）                                            | Neil Diamond                                              | 和田昭治   | - 若子内悦郎、ヤング101 - アルバム『ヤング訪問!!』                                       |
| 8.  | 「母と子の絆 Mother And Child Reunion」 | Paul Simon〈増永直子）                                              | Paul Simon                                                | 東海林修   | - ヤング101 - アルバム『怪獣のバラード』                                                 |
| 9.  | 「オレンジ L'Orange」 | Pierre Delanoe（片桐和子）                                          | Gilbert Becaud                                            | 東海林修   | - 水木誠、ヤング101 - アルバム『怪獣のバラード』                                         |
| 10. | 「オールド・ファッションド・ラヴ・ソング An Old Fashioned Love Song」                                                                          | Paul Williams（増永直子）                                           | Paul Williams                                             | 東海林修   | - 井口典子、山崎功、ヤング101 - アルバム『怪獣のバラード』                               |
| 11. | 「ゴッドファーザー・愛のテーマ Speak Softly Love/Love Theme From The Godfather」                                                               | Larry Kusik（千家和也）                                             | Nino Rota                                                 | 瀬尾一三   | - 塩見大治郎 - アルバム『愛のゆくえを知らない』（1972年10月21日）                        |
| 12. | 「気になる女の子 That's The Way A Woman Is」                                                                                                   | John Charles Hoier、Michael Morgan（増永直子）                      | John Charles Hoier、Michael Morgan                        | 東海林修   | - ザ・チャープス - アルバム『怪獣のバラード』                                            |
| 13. | 「カントリー・ワイン Country Wine」 | Edmund Villareal、Wanda Ann Watkins（増永直子）                     | Edmund Villareal、Wanda Ann Watkins                       | 東海林修   | - ヤング101 - アルバム『怪獣のバラード』                                                 |
| 14. | 「落葉のコンチェルト For The Peace Of All Mankind」                                                                                            | Albert Hammond、Mike Hazlewood（ちあき哲也）                        | Albert Hammond、Mike Hazlewood                            | 宮川泰     | - まきのりゆき、塩見大治郎、ヤング101 - アルバム『ヤング集合!!』                         |
| 15. | 「アローン・アゲイン Alone Again」 | Gilbert O'Sullivan（山上路夫）                                      | Gilbert O'Sullivan                                        | 宮川泰     | - 広美和子、ヤング101 - アルバム『ヤング集合!!』                                         |
| 16. | 「ビートルズってどう思う？」 |                                                                     |                                                           |            | - 塩見大治郎、ヤング101 - アルバム『ヤング訪問!!』                                       |
| 17. | 「ビートルズ・メドレー- 涙の乗車券 Ticket To Ride - レット・イット・ビー Let It Be - デイ・トリッパー Day Tripper - ヘイ・ジュード Hey Jude 」 | John Lennon、Paul McCartney（三沢 郷）                              | John Lennon、Paul McCartney                               | 三沢郷     | - ヤング101 - アルバム『ヤング訪問!!』                                                   |
| 18. | 「サウンド・オブ・サイレンス The Sounds Of Silence」                                                                                           | Paul Simon（星加ルミ子）                                            | Paul Simon                                                | 中村八大   | - 温碧蓮、井口典子、ヤング101 - アルバム『サイモンとガーファンクルを歌う』               |
| 19. | 「ミセス・ロビンソン Mrs. Robinson」 | Paul Simon（小倉雅美）                                              | Paul Simon                                                | 中村八大   | - 井口典子、高橋キヨシ、ヤング101 - アルバム『サイモン&ガーファンクル・ベスト (全訳)』   |
| 20. | 「早く家へ帰りたい Homeward Bound」 | Paul Simon（小倉雅美）                                              | Paul Simon                                                | 中村八大   | - 石岡ひろし、ヤング101 - アルバム『サイモン&ガーファンクル・ベスト (全訳)』             |
| 21. | 「冬の散歩道 A Hazy Shade Of Winter」 | Paul Simon（小倉雅美）                                              | Paul Simon                                                | 中村八大   | - 井口典子、塩見大治郎、ヤング101 - アルバム『サイモン&ガーファンクル・ベスト (全訳)』   |
| 22. | 「スカボロー･フェア／詠唱 Scarborough Fair/Canticle」                                                                                          | Paul Simon、Art Garfunkel（有馬三恵子）                             | Paul Simon、Art Garfunkel                                 | 和田昭治   | - ヤング101 - アルバム『サイモン&ガーファンクル・ベスト (全訳)』                         |
| 23. | 「ボクサー The Boxer」 | Paul Simon（小倉雅美）                                              | Paul Simon                                                | 和田昭治   | - 石岡ひろし、塩見大治郎、ヤング101 - アルバム『サイモン&ガーファンクル・ベスト (全訳)』 |
| 24. | 「いとしのセシリア Cecilia」 | Paul Simon（小倉雅美）                                              | Paul Simon                                                | 葵まさひこ | - 一城みゆ希、ヤング101 - アルバム『サイモン&ガーファンクル・ベスト (全訳)』             |
| 25. | 「コンドルは飛んで行く El Condor Pasa (If I Could)」                                                                                           | Paul Simon（麻生ひろし）                                            | Daniel A. Robles、Jorge Milchberg                         | 瀬尾一三   | - 竹内えり子、ヤング101 - アルバム『サイモン&ガーファンクル・ベスト (全訳)』             |
| 26. | 「バイ・バイ・ラブ Bye Bye Love」 | Boudleaux Bryant、Felice Bryant（寺本圭一）                         | Boudlneaux Bryant、Felice Bryant                          | 三沢郷     | - ヤング101 - アルバム『サイモン&ガーファンクル・ベスト (全訳)』                         |
| 27. | 「明日に架ける橋 Bridge Over The Troubled Water」                                                                                              | Paul Simon（岩谷時子）                                              | Paul Simon                                                | 三沢郷     | - ヤング101 - アルバム『サイモン&ガーファンクル・ベスト (全訳)』                         |

| #   | タイトル                                                                       | 作詞                                                                   | 作曲                                                       | 編曲     | 歌・出典                                                            |
| --- | ------------------------------------------------------------------------------ | ---------------------------------------------------------------------- | ---------------------------------------------------------- | -------- | ------------------------------------------------------------------- |
| 1.  | 「ステージ101テーマソング (オープニングテーマ）」                              | 井上頌一                                                               | 中村八大                                                   | 東海林修 | - ヤング101 - 1972年7月9日放送                                      |
| 2.  | 「音楽のリハーサル風景」                                                       |                                                                        |                                                            |          | - ヤング101 - アルバム「ヤング訪問!!」                              |
| 3.  | 「青春の光と影 Both Sides Now」                                                | Joni Mitchell（片桐和子）                                              | Joni Mitchell                                              |          | - ヤング101 - 1972年3月1日放送                                      |
| 4.  | 「天使のらくがき Aime Ceux Qui T'Aiment」                                      | Patricia Carli（くにまあや）                                           | Potiomkin                                                  |          | - ヤング101女性 - 1972年3月29日放送                                 |
| 5.  | 「マイ・スウィート・ロード My Sweet Lord」                                     | George Harrison（増永直子）                                            | George Harrison                                            | 東海林修 | - 中川圭子、ヤング101 - 1972年4月16日放送                           |
| 6.  | 「自由が欲しい Freedom Come, Freedom Go」                                      | Roger Cook、Roger Greenway、Albert Hammond、Mike Hazlewood（増永直子） | Roger Cook、Roger Greenway、Albert Hammond、Mike Hazlewood | 東海林修 | - ヤング101 - 1972年4月30日放送                                     |
| 7.  | 「ある愛の詩 Where Do I Begin (Love Story)」                                   | Carl Sigman（増永直子）                                                | Francis Albert Lai                                         | 東海林修 | - 牧ミユキ、ヤング101 - 1972年5月7日放送                            |
| 8.  | 「アニバーサリー・ソング (ドナウ川のさざなみ） Valurile Dunari」               | 増永直子                                                               | Iosif Ivanovici                                            | 東海林修 | - ヤング101 - 1972年5月28日放送                                     |
| 9.  | 「流れ者 Le Voyou」                                                            | Don Black、Leo Carrier、Catherine Desage（岩谷時子）                   | Francis Albert Lai                                         | 東海林修 | - 高橋キヨシ、黒沢裕一、ヤング101 - 1972年7月9日放送                |
| 10. | 「大きな古時計 My Grandfather's Clock」                                        | Henry Clay Work（保富康午）                                            | Henry Clay Work                                            | 東海林修 | - 山田美也子、青木マスミ、石岡ひろし、ヤング101 - 1972年7月30日放送 |
| 11. | 「ハロー・メリー・ルー Hello Mary Lou」                                        | Cayet Mangiaracina、Gene Francis Pitney（増永直子）                    | Cayet Mangiaracina、Gene Francis Pitney                    | 東海林修 | - 高橋キヨシ、ヤング101 - 1972年8月13日放送                         |
| 12. | 「みんなで歌おう We All Sung Together」                                        | Nils Lofgren（増永直子）                                               | Nils Lofgren                                               | 東海林修 | - ヤング101 - 1972年8月13日放送                                     |
| 13. | 「マイ・ウェイ My Way」                                                        | Gilles Thibaut、Ank Paul（岩谷時子）                                   | Claude Francois、Jacques Ravaux                            | 東海林修 | - 石岡ひろし、ヤング101 - 1972年8月20日放送                         |
| 14. | 「インクポット Inkpot」                                                        | Robbie van Leeuwen（増永直子）                                         | Robbie van Leeuwen                                         |          | - 泉朱子、ヤング101 - 1972年8月20日放送                             |
| 15. | 「ライダーズ・イン・ザ・スカイ Riders In The Sky」                             | Stan Jones（増永直子）                                                 | Stan Jones                                                 | 東海林修 | - ヤング101 - 1972年10月15日放送                                    |
| 16. | 「涙のくちづけ Sealed With A Kiss」                                            | Gary Geld、Peter Udell（増永直子）                                     | Gary Geld、Peter Udell                                     | 東海林修 | - ヤング101 - 1972年10月22日放送                                    |
| 17. | 「サタデイ・イン・ザ・パーク Saturday In The Park」                            | Robert William Lamm（増永直子）                                        | Robert William Lamm                                        | 東海林修 | - ヤング101 - 1972年10月22日放送                                    |
| 18. | 「歓びの歌 Ode To Joy」                                                        | Johann Christoph Friedrich von Schiller（増永直子）                    | Ludvig van Beethoven                                       | 東海林修 | - ヤング101 - 1972年12月24日放送                                    |
| 19. | 「見果てぬ夢 The Impossible Dream (The Quest)」                                | Joseph Darion（岩谷時子）                                              | Mitch Leigh                                                | 東海林修 | - ヤング101 - 1973年1月21日放送                                     |
| 20. | 「チェンジ・ザ・ワールド I'd Love To Change The World」                        | Alvin Lee（増永直子）                                                  | Alvin Lee                                                  | 東海林修 | - ヤング101 - 1973年3月25日放送                                     |
| 21. | 「若葉のころ First Of May」                                                    | Barry Gibb、Maurice Gibb、Robin Gibb（山上路夫）                       | Barry Gibb、Maurice Gibb、Robin Gibb                       | 東海林修 | - 三国真理子、湖東美歌、青木マスミ、谷山浩子 - 1973年5月20日放送    |
| 22. | 「カレンダー・ガール Calendar Girl」                                           | Howard Greenfiled（増永直子）                                          | Neil Sedaka                                                | 東海林修 | - ヤング101 - 1973年1月21日放送                                     |
| 23. | 「雨にぬれても Raindrops Keep Falling On My Head」                             | Hal David（増永直子）                                                  | Hal David、Bert Bacharach                                  | 東海林修 | - 湖東美歌、若子内悦郎、河内広明 - 1973年5月27日放送                |
| 24. | 「サーフ・シティ Surf City」                                                   | Jan Berry、Brian Douglas Wilson（増永直子）                            | Jan Berry、Brian Douglas Wilson                            | 東海林修 | - ヤング101 - 1973年7月15日放送                                     |
| 25. | 「シング Sing」                                                                | Joe Raposo（星加ルミ子）                                               | Joe Raposo                                                 | 東海林修 | - ヤング101 - 1973年8月7日放送                                      |
| 26. | 「デルタの夜明け Delta Dawn」                                                  | Larry Collins、Alex Harvey（増永直子）                                 | Larry Collins、Alex Harvey                                 |          | - 湖東美歌、東俊、ヤング101 - 1973年10月14日放送                    |
| 27. | 「花のサンフランシスコ San Francisco (Be Sure To Wear Flowers In Your Heart)」 | John Phillips（なかにし礼）                                            | John Phillips                                              |          | - 西玲子、中山エミ、ヤング101 - 1973年10月14日放送                  |
| 28. | 「ステージ101テーマソング (ラストテーマ）」                                    | 井上頌一                                                               | 中村八大                                                   | 東海林修 | - ヤング101 - 1972年7月9日放送                                      |

| #   | タイトル | 作詞 | 作曲 | 編曲     | 歌・出典                                                                          |
| --- | --- | --- | --- | -------- | --------------------------------------------------------------------------------- |
| 1.  | 「ヤッポン (「ステージ101」テーマ・ソング）」 | 井上頌一 | 中村八大 | 中村八大 | - シング・アウト - アルバム『二人の世界 お茶の間テレビ主題歌集』（1971年6月25日） |
| 2.  | 「涙は明日に Please Be My Tears」 | 北山 修 | 杉田二郎 | 青木望   | - 串田アキラ、ヤング101 - アルバム「若い旅」                                      |
| 3.  | 「風船旅行」 | 山上路夫 | 筒美京平 | 青木望   | - ヤング101 - アルバム『若い旅』                                                  |
| 4.  | 「ヤング・メドレー- 手のひらに太陽を - 望むものはすべて - ワッハッハ - たった一度の人生、翼をください - また逢う日まで - シェリーに口づけ - バイ・バイ・ラブ 」 | - やなせたかし - 橋本 淳 - なかにし礼 - Remo Jarmani（安井かずみ）、山上路夫 - 阿久 悠 - Michel Polnareff（柴野未知） - Felice Bryant | - いずみたく - 筒美京平 - 鈴木邦彦 - Remo Jarmani、村井邦彦 - 筒美京平 - Michel Polnareff - Boudleaux Bryant | 和田昭治 | - ヤング101 - アルバム『ヤング訪問!!』                                            |
| 5.  | 「山火事やけろ」 | 小杉勝郎 | 小杉勝郎 | 三沢郷   | - ヤング101 - アルバム『ヤング訪問!!』                                            |
| 6.  | 「春夏秋冬」 | 泉谷しげる | 泉谷しげる                                                                                                   | 東海林修 | - 山崎功、ザ・チャープス - アルバム『ぼくら青春の日々』                           |
| 7.  | 「地下鉄にのって」 | 岡本おさみ | 吉田拓郎 | 東海林修 | - 田中星児、まきのりゆき、塩見大治郎、ヤング101 - アルバム『ぼくら青春の日々』    |
| 8.  | 「おきざりにした悲しみは」 | 岡本おさみ | 吉田拓郎 | 東海林修 | - 工藤たけし、ザ・チャープス - アルバム『ぼくら青春の日々』                       |
| 9.  | 「旅の宿」 | 岡本おさみ | 吉田拓郎 | 東海林修 | - 田中星児、まきのりゆき - アルバム『ぼくら青春の日々』                           |
| 10. | 「心の旅」 | 財津和夫 | 財津和夫 | 東海林修 | - ヤング101 - アルバム『ぼくら心のふるさと』                                      |
| 11. | 「君の誕生日」 | 山上路夫 | すぎやま こういち                                                                                            | 東海林修 | - 湖東美歌、ヤング101 - アルバム『ぼくら心のふるさと』                            |
| 12. | 「紙風船」 | 黒田三郎 | 後藤悦治郎                                                                                                   | 東海林修 | - 伊藤三礼子、山崎功、ヤング101 - アルバム『ぼくら心のふるさと』                  |
| 13. | 「夢の中へ」 | 井上陽水 | 井上陽水 | 東海林修 | - ヤング101 - アルバム『ぼくら心のふるさと』                                      |
| 14. | 「ロマンス」 | 山上路夫 | 堀内譲 | 宮川泰   | - 塩見大治郎、キャンディー浅田、ヤング101 - アルバム『ヤング集合!!』              |
| 15. | 「この広い野原いっぱい」 | 小薗江桂子 | 森山良子 | 宮川泰   | - 塩見大治郎、太田裕美、ヤング101 - アルバム『ヤング訪問!!』                      |
| 16. | 「君の祖国を」 | 藤田敏雄 | いずみたく                                                                                                   |          | - ザ・シャデラックス、ヤング101 - 1970年10月10日放送                              |
| 17. | 「銀河系はやっぱりまわってる」 | 谷山浩子 | 谷山浩子 | 東海林修 | - 広美和子、工藤たけし、ヤング101 - 1973年2月11日放送                             |
| 18. | 「ゴリラの歌」 | 松田篝 | 松田 篝 | 東海林修 | - 太田裕美、木下とも子 - 1973年3月4日放送                                         |
| 19. | 「ウララカ」 | 大瀧詠一 | 大瀧詠一 | 東海林修 | - 斉藤明彦、ヤング101 - 1973年3月11日放送                                         |
| 20. | 「はいからはくち」 | 松本隆 | 大瀧詠一 | 東海林修 | - 田中星児、宗台春男、藤島新、岸龍也 - 1973年3月11日放送                          |
| 21. | 「今日までそして明日から」 | 吉田拓郎 | 吉田拓郎 | 東海林修 | - ヤング101 - 1973年3月25日放送                                                   |
| 22. | 「お世話になりました」 | 山上路夫 | 筒美京平 |          | - 西玲子、中川圭子、中山エミ、東俊、ヤング101 - 1973年10月21日放送                |
| 23. | 「風は知らない」 | 岩谷時子 | 村井邦彦 |          | - 上村優、塩見大治郎、岸じゅんこ、ヤング101 - 1973年12月9日放送                   |
| 24. | 「夏色のおもいで」 | 松本隆 | 財津和夫 |          | - 井上稔、ヤング101 - 1973年12月9日放送                                           |
| 25. | 「出発の歌」 | 及川恒平 | 小室等 | 奥村貢   | - ヤング101 - アルバム『ヤング訪問!!』                                            |